# Ataque Seco
Ataque Seco is een van de barrios (buurten) van de stad Melilla, een Spaanse exclave in Noord-Afrika.
Ataque Seco ligt in het centrale noorden van de stad, op 500 meter van de Middellandse Zeekust en een kilometer ten noordwesten van Melilla la Vieja, de oude ommuurde stad. De wijk wordt in het oosten begrensd door een groot park, het Parque Lobera. De begraafplaats van de stad ligt direct ten noorden van Ataque Seco.